# Grand Prix de la ville de Pérenchies 2024
47-й выпуск  Grand Prix de la ville de Pérenchies — шоссейной однодневной велогонки, проходящей по дорогам Франции. Гонка прошла 21 июля 2024 года в рамках Европейского тура UCI 2024. Победу одержал французский велогонщик Тео Делакруа.

## Участники
В гонке приняло участие 20 команд среди которых 9 команд континентальных.
| UCI Continental Teams (9)- Van Rysel-Roubaix - Saint Michel-Mavic-Auber 93 - Wanty-Re Uz-Technord - Project Echelon Racing - Soudal Quick-Step Devo Team - Myvelo Pro Cycling Team - Lotto Dstny Development Team - Alpecin-Deceuninck Development Team - Saint Piran Любительские, клубные или региональные команды (11)- Mini Discar Cycling Team - Spirit TBW Stuart Hall Cycling - ESEG Douai-Origine Cycles - CC Nogent-sur-Oise - SCO Dijon - VC amateur Saint-Quentin - Laval Cyclisme 53 - Team LMP-La Roche Vendée Cyclisme - Foran CCC - UC Cholet 49 - Moyon Percy Vélo Club |
| |

## Маршрут
Гонка прошла в северном департаменте Франции и состояла из 6 кругов без брусчатки по 12 км плюс 7 кругов по 15,2 км с 1 участком брусчатки по 1,2 км, общая протяженность 178,4 км.

## Ход гонки
Отрыв дня произошёл довольно рано, примерно через десять километров. Одиннадцать гонщиков вырвались и отрыв достигал 4’15", но затем разрыв сократится до 1’45", примерно в двадцати километрах от финиша. Позже осталось восемь гонщиков, Делакруа рискует за два-три километра до сектора булыжников и, увидев, что никто не ответил, начал выкладываться. В трех километрах до финиша он опережал преследователей на 32" что позволило ему финишировать в одиночестве.

## Результаты
| \| Генеральная классификация \| Генеральная классификация \| Генеральная классификация \| Генеральная классификация \| Генеральная классификация \| \| Гонщик \| Гонщик \| Команда \| Время \| \| \| ------------------------- \| ------------------------- \| ---------------------------- \| ------------------------- \| ------------------------- \| \| 1-й \| Тео Делакруа \| Saint Michel-Mavic-Auber 93 \| 3ч 46' 59 \| \| \| 2-й \| Steffen De Schuyteneer \| Lotto Dstny Development Team \| + 25 \| \| \| 3-й \| Максим Ярнет \| Van Rysel-Roubaix \| + 25 \| \| |                        |                              |           |
| |                        |                              |           |
| Источник: ProCyclingStats |                        |                              |           |
| Генеральная классификация |                        |                              |           |
| Гонщик | Гонщик                 | Команда                      | Время     |
| 1-й | Тео Делакруа           | Saint Michel-Mavic-Auber 93  | 3ч 46' 59 |
| 2-й | Steffen De Schuyteneer | Lotto Dstny Development Team | + 25      |
| 3-й | Максим Ярнет           | Van Rysel-Roubaix            | + 25      |